# Náměstí Nebeského klidu
Náměstí Nebeského klidu (ZZ: 天安门广场, TZ: 天安門廣場, pinyin: Tiān'ānmén Guǎngchǎng, český přepis: Tchien-an-men Kuang-čchang) je rozlehlé náměstí v centru čínského Pekingu v obvodě Tung-čcheng, pojmenované po bráně Nebeského klidu, která je na severní straně náměstí a odděluje jej od Zakázaného města. Náměstí má velkou kulturně-historickou hodnotu, neboť bylo místem několika významných událostí (viz kapitola Události). Mimo Čínu je náměstí známo především kvůli studentským protestům v roce 1989. Tchien-an-men je srdcem celého Pekingu a Číny.
Náměstí je v češtině také označováno jako náměstí Nebeského míru nebo náměstí Tchien-an-men. Čínský název doslova znamená (Rozlehlé) náměstí u brány Nebeského klidu.
Náměstí měří 880 metrů na délku v severojižním směru a 500 metrů na šířku. Celková plocha je 440 000 metrů čtverečních (0,44 km², tj. rozloha Vatikánu).

## Historie
Brána Nebeského klidu byla postavena v roce 1417, v polovině 17. století (počátek dynastie Čching) byla přebudována do současné podoby. V období dynastií Ming a Čching nebylo náměstí Nebeského klidu veřejným prostranstvím, byly zde umístěny kanceláře císařských úředníků. Ty byly poškozeny během povstání boxerů, prostor byl vyklizen a vznikl zde zárodek náměstí.
Téměř uprostřed dnešního náměstí, na místě Mauzolea, stála kdysi nejvýznamnější brána Pekingu. Za doby dynastie Ming nesla název Velká brána Ming (ZZ: 大明门, TZ: 大明門, pinyin: Dàmíngmén, český přepis: Ta-ming-men), v období dynastrie Čching název Velká brána Čching (ZZ: 大清门, pinyin: Dàqīngmén) a v období Čínské republiky název Čínská brána (ZZ: 中华门, TZ: 中華門, pinyin: Zhōnghuámén, český přepis: Čung-chua-men). Tato brána měla zvláštní status tzv. národní brány, což je patrné z jejích názvů. Na rozdíl od brány Nebeského klidu nebo brány Správného světla byl její účel čistě ceremoniální. Brána měla tři oblouky a nenavazovaly na ni hradby, odpovídá tak stylu ceremoniálních bran nalezených v hrobkách z doby dynastie Ming. Brána zůstávala uzavřena, otevírala se pouze pokud jí procházel císař. Běžný provoz byl rozdělen do bran na východním a západním okraji dnešního náměstí. díky domuto rozdělení vzniklo jižně od této brány rušné tržiště nazývané Šachovnicové uličky (ZZ: 棋盘街, TZ: 棋盤街, pinyin: Qípán jiē, český přepis: Čchi-pchan ťie).
Na počátku 50. let 20. století byla Čínská brána (jak se tehdy jmenovala) zbourána spolu s Šachovnicovými uličkami a náměstí Nebeského klidu bylo rozšířeno na jih na současnou rozlohu.

## Současná podoba
Po rozšíření po roce 1949 narušuje dokonalou rovinu náměstí pouze 38 metrů vysoký Památník lidových hrdinů a Mauzoleum Mao Ce-tunga. Náměstí se rozkládá mezi dvěma masivními starobylými branami: Branou Nebeského klidu na severu a branou Správného světla na jihu. Podél západní strany náměstí se táhne Velká síň lidu a na východní straně se nachází Národní muzeum čínské historie. Mezi náměstím a branou Nebeského klidu vede Třída Čchang-an (ZZ: 长安街, TZ: 長安街, pinyin: Cháng'ān jiē, český přepis: Čchang-an-ťie; dosl. dlouhá ulice míru) užívaná k vojenským přehlídkám. Východní a západní hrany náměstí lemují aleje stromů, ale samotné náměstí je otevřenou plochou bez stromů či laviček. Náměstí je pod neustálou kontrolou policistů na koních.

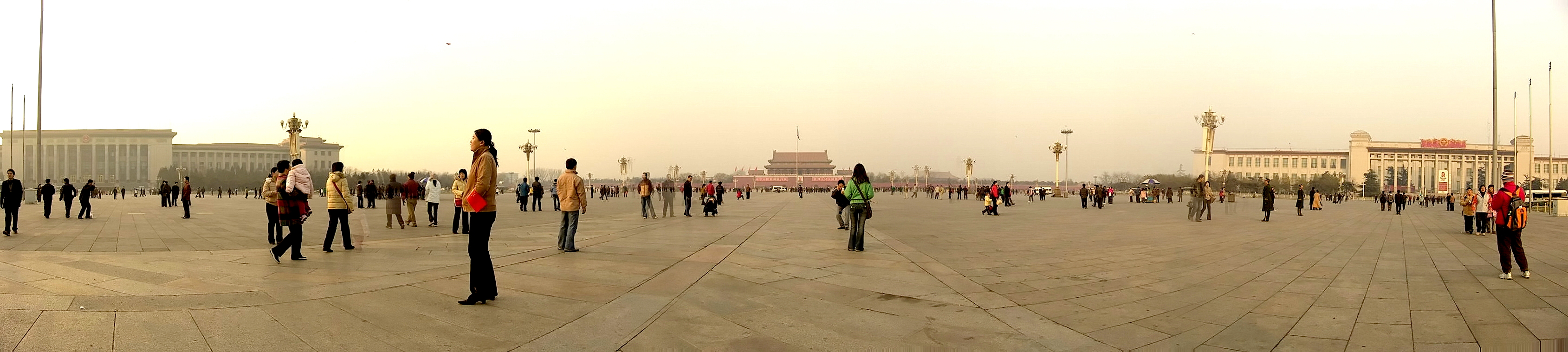
Panoramatický pohled na náměstí

## Události
Náměstí Nebeského klidu bylo dějištěm několika politických událostí, jako bylo vyhlášení Čínské lidové republiky Mao Ce-tungem dne 1. října 1949 nebo masové manifestace během Kulturní revoluce. Bylo také místem mnoha protestních demonstrací, z nichž nejvýznamnější jsou Hnutí čtvrtého května v roce 1919, protesty po smrti Čou En-laje v roce 1976 nebo studentské protesty v roce 1989, k jejichž potlačení použila komunistická moc armádu s obrněnými transportéry. Náměstí Nebeského klidu je proto dnes v demokratickém světě chápáno do značné míry jako symbol a memento tohoto krveprolití, při němž tehdy zahynuly stovky mladých lidí.

## Fotografie z náměstí

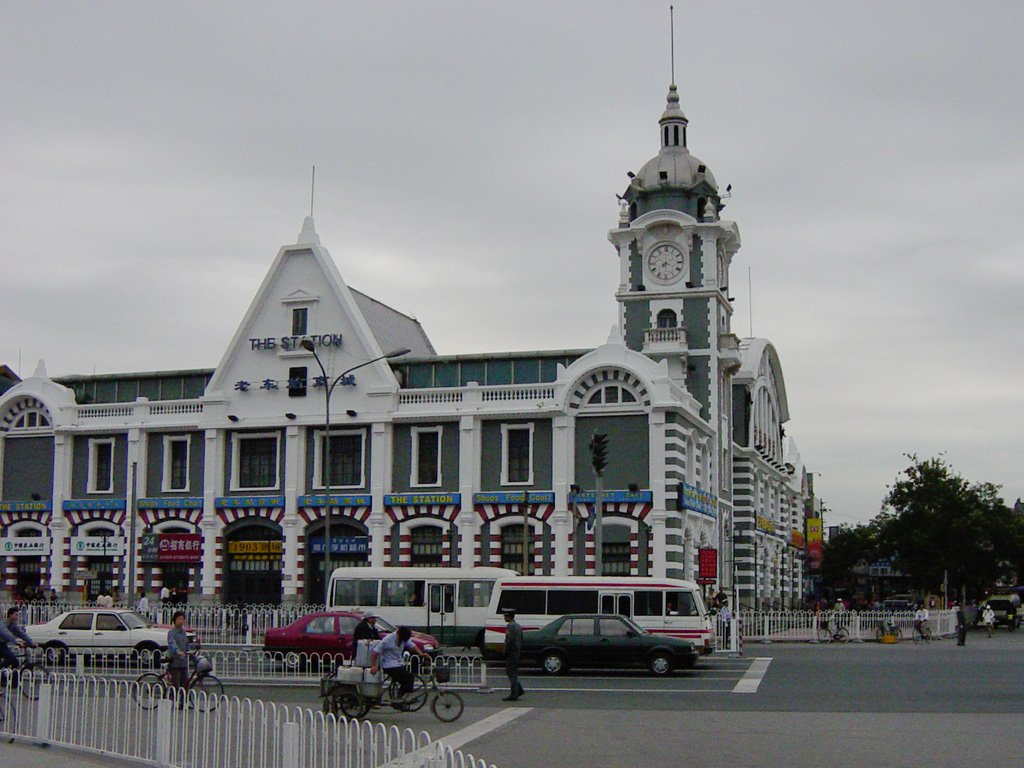
Železniční stanice
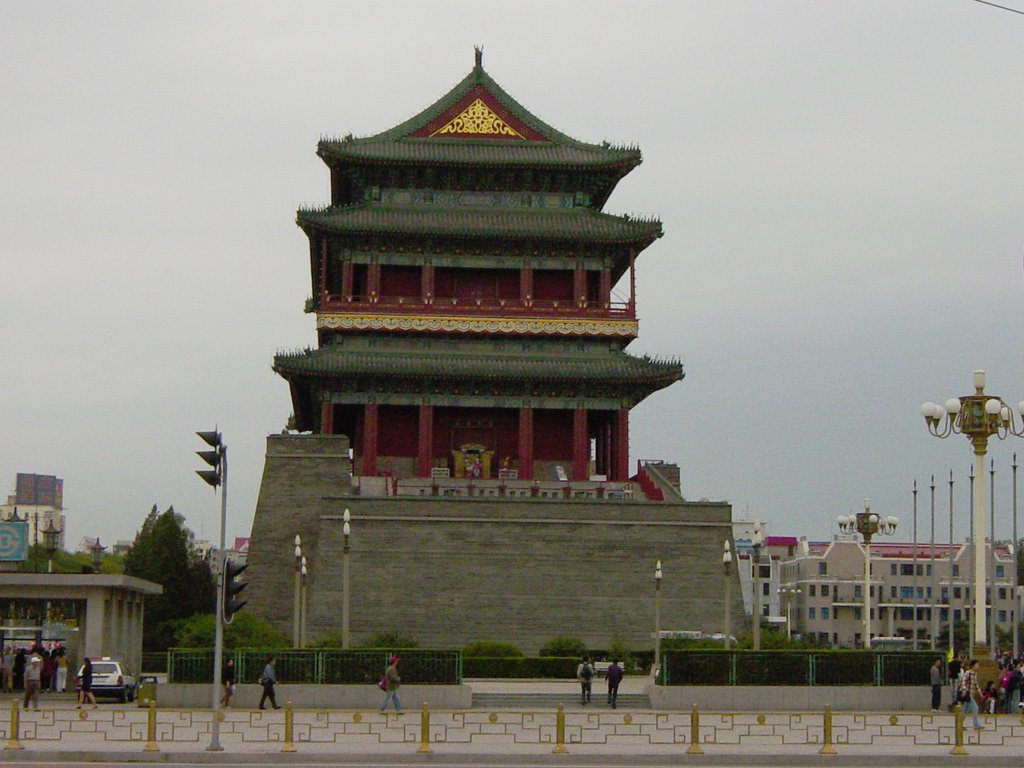
Brána Správného světla
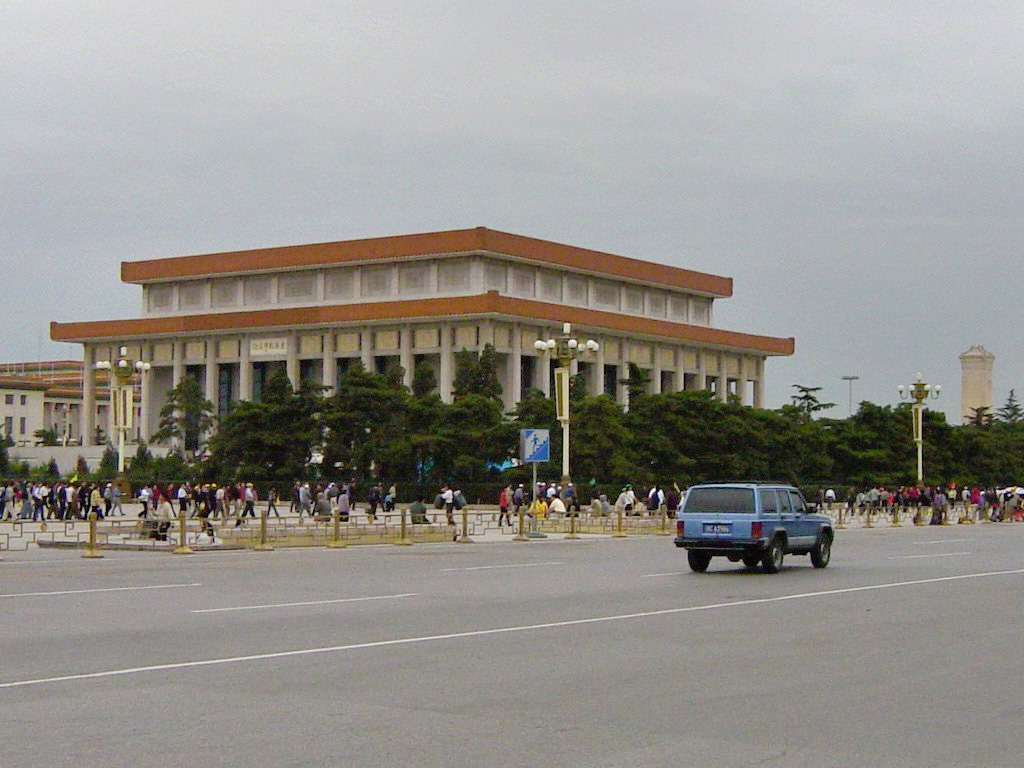
Mauzoleum Mao Ce-tunga
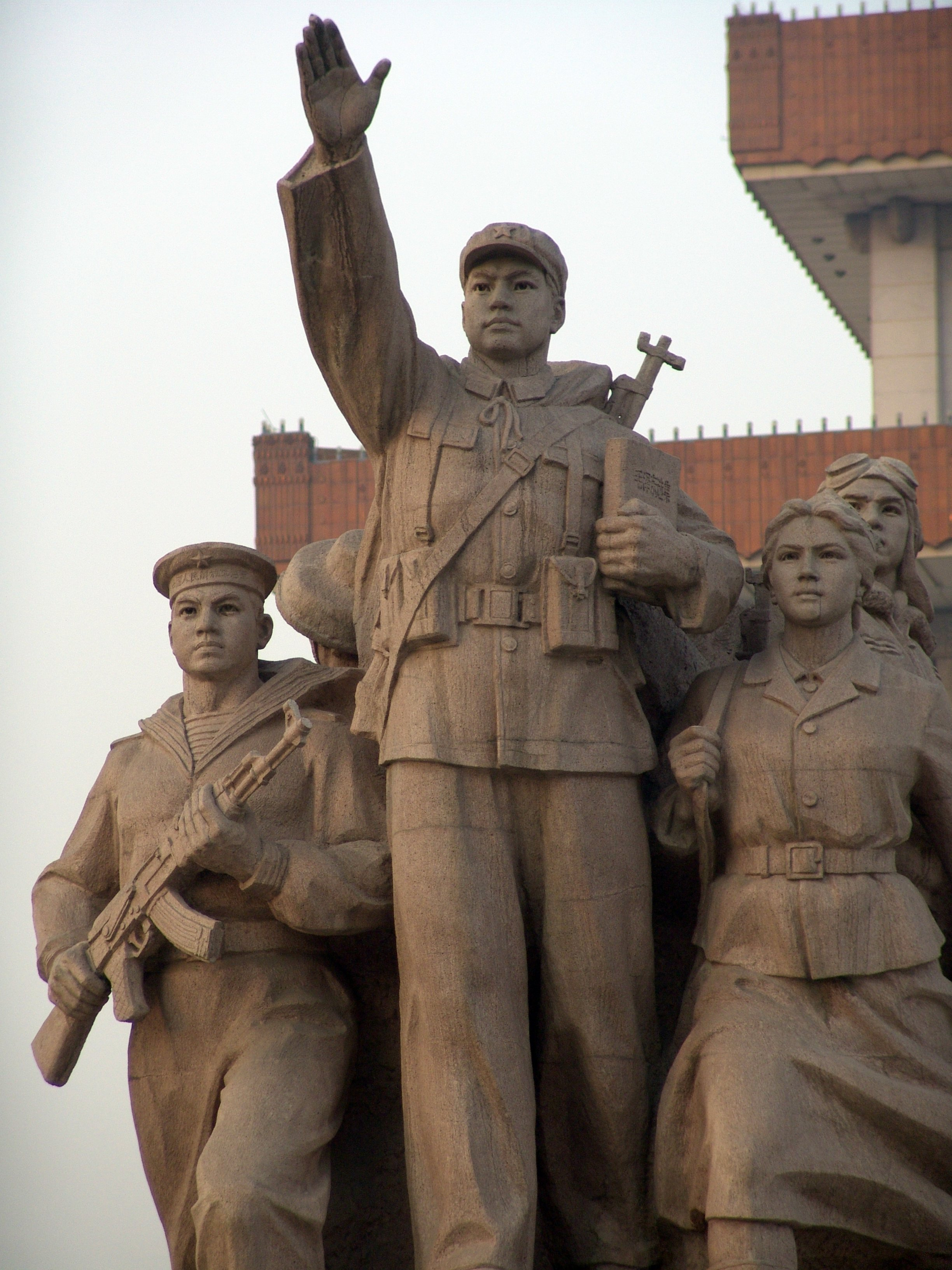
Sousoší před mauzoleem Mao Ce-tunga
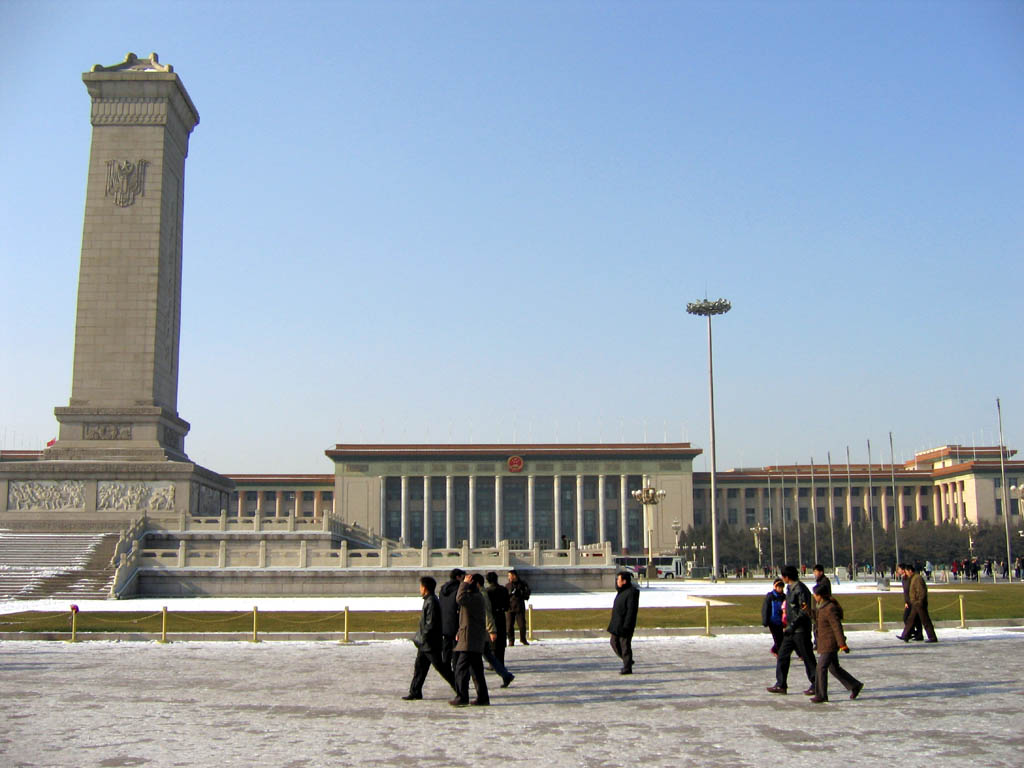
Památník lidových hrdinů a Velká síň lidu
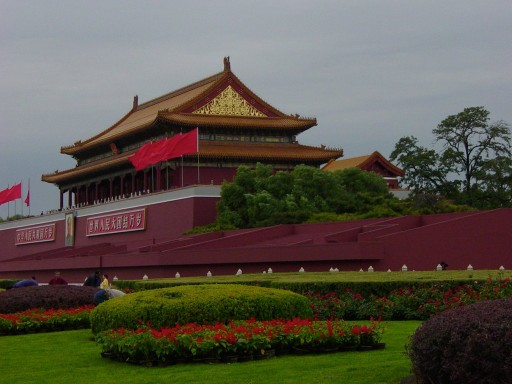
Brána Nebeského klidu do Zakázaného města